# Sarah Montard
Sarah Montard, née Sarah Lichsztein, le  16 mars 1928, à Dantzig (devenue Gdańsk), et morte le 21 février 2022 au Tremblay-sur-Mauldre, en France, est une rescapée franco-polonaise de la Shoah qui a longtemps témoignée après la Seconde Guerre mondiale sur les lois antisémites en France durant ce conflit, sur les arrestations en masse par la police française, et sur les camps d’extermination nazis.

## Biographie
Sarah Montard est née Sarah Lichtsztejn, le 16 mars 1928, dans la ville alors polonaise de Dantzig. Son père, Moïse Fajwel, enseigne le yiddish. Sa mère, Marjem  (Maria) Lichsztein (née Korenbaum), née le 12 décembre 1904 à Brest-Litovsk, travaille à domicile comme couturière. En 1931, La famille s'installe à Paris, dans le 20e arrondissement, rue des Pyrénées. Ils vivent de façon très modeste grâce aux travaux de couture de Maria Lichtsztejn. Sarah commence des études et apprend le français.
Juif étranger, son père est arrêté dès juillet 1941. Il est emprisonné dans le camp d'internement de Pithiviers. Il réussit toutefois à s'en évader et à acquérir de faux papiers. Il se cache loin de son domicile qu'il rejoint ponctuellement en secret, pour vivre avec sa famille durant quelques instants. Mais le 15 juillet 1942, une camarade d'école apprend à Sarah Lichtsztejn qu'une arrestation massive de femmes, d'enfants et de vieillards se prépare. Elle en informe sa mère qui hausse les épaules.
Pourtant, le 16 juillet 1942, elles sont toutes les deux arrêtées par la police française lors de la rafle du Vélodrome d'Hiver. Sarah Lichtsztejn, 14 ans, bien que ne figurant pas sur la liste des personnes à arrêter, l'est tout de même.« Ma mère les suppliait à genoux de ne pas m'embarquer, j'avais honte. J'avais honte et j'étais terrifiée », raconte-t-elle. « Je crois que mon enfance a basculé ce jour-là », explique-t-elle aussi plus tard,. Elle et sa mère sont entassées dans un autobus, sans connaître sa destination. « On a traversé Paris. Je n'ai vu aucun soldat allemand dans les rues. Seuls les policiers français officiaient à la rafle. ».
Ces autobus déchargent leurs passagers involontaires rue Nélaton où se trouve à l’époque le Vélodrome d'Hiver. Dans le Vélodrome, un gendarme explique à sa mère que les détenus vont être envoyés dans le Troisième Reich pour y travailler. Mais voyant aussi arriver des grabataires et  des handicapés, Maria Lichtsztejn n’y croit pas  et encourage sa  fille à profiter de la foule de plus en plus dense pour s’échapper et rejoindre une adresse d’amis. Après plusieurs tentatives, Sarah réussit à franchir les barrages. Elle retrouve ensuite sa mère qui s'est échappée également quelques minutes après elle,.
Elles se cachent dans l’Yonne plusieurs mois, puis reviennent à Paris avec de faux papiers. Elles vivent au 78 avenue de la République, dans le 11e, un peu plus au sud de leur ancienne adresse. Maria  Lichtsztejn tente de réinstaller la plus discrètement possible un atelier de couture. Mais, le 24 mai 1944 au matin, sur dénonciation d’un voisin, deux policiers français viennent à leur domicile les embarquer. Dans la rue, Sarah  Lichtsztejn croise son père qui vient les voir. Elles sont conduites au camp de Drancy, puis le 30 mai elles partent pour Auschwitz dans le convoi 75 (contenant plus de 1 000 personnes). Le train arrive à Auschwitz-Birkenau le 2 juin.
À la suite du tri à l’arrivée, Sarah  Lichtsztejn et sa mère échappent à la chambre à gaz et sont conduites dans un bâtiment où on leur appose un tatouage. Les deux déportées sont affectées à une équipe qui travaille sur le terrassement d’une ligne de chemin de fer, dans des conditions terribles.
Fin octobre 1944, Sarah Lichtsztejn est séparée de sa mère. Elle est reconduite à Birkenau mais se retrouve sous la protection de prisonnières ukrainiennes et russes. Elle est affectée à la mise en place de canaux pour des travaux agricoles. Le 18 janvier 1945, neuf jours avant la libération du camp par les Soviétiques, Auschwitz est abandonné par les Allemands et Sarah est emmenée dans une longue marche où elle retrouve sa mère.
Les prisonnières parviennent à la suite de cette marche au camp de Bergen-Belsen. Elle survit au typhus qu’elle attrape le jour de ses 17 ans, en mars 1945. Le 15 avril 1945, les forces  anglaises libèrent le camp. Maria et Sarah  Lichtsztejn sont évacuées. « Je pesais 40 kilos, maman 35», décrit la fille. Le 24 mai 1945, un an jour pour jour après leur arrestation, elles arrivent à Paris. Elle y travailla pour le théâtre de marionnettes Hakl-Bakl de Simche Schwarz.
De cette vie après les camps, elle a dit : « On fait semblant d'être normaux, mais on ne l'est pas, même soixante-dix ans après. Toute notre vie se déroule en confrontation avec celle des camps. Nous ne sommes jamais sortis des camps. » Sarah  Lichtsztejn reprend des études et passe son bac. Elle se marie en 1952 et a deux enfants. « De la déportation, elle ne parlait jamais », témoigne sa fille. Après avoir exercé comme marionnettiste dans une troupe yiddish, elle travaille à l’agence de presse Reuters puis au Muséum national d'histoire naturelle. En 1983, après la mort de sa mère, Sarah Montard Lichtsztejn décide de témoigner devant différents publics, notamment des collégiens et lycéens,, et ce jusque sa mort. Elle publie aussi ses souvenirs en 2011 dans Chassez les papillons noirs : récit d’une survivante des camps de la mort nazis, éditions Le Manuscrit, puis à nouveau en 2015 dans un autre ouvrage écrit avec cinq autres rescapées, Les Traces de l'enfer. Survivre pour raconter, raconter pour ne pas oublier, aux éditions Larousse.
Elle meurt à 93 ans le 21 février 2022 au Tremblay-sur-Mauldre, dans les Yvelines.